# Roland Bausert
Roland Bausert (né le 17 janvier 1942 à Pforzheim) est un chanteur allemand.

## Biographie
Roland Bausert est le chanteur de Die Flippers de 1966 à 1979. Après avoir quitté le groupe, il est remplacé par Albin Bucher, plus connu sous le nom d'Albin Berger, de 1980 à 1984. Il sort plusieurs albums et singles sous le nom de scène Roland B. Après la sortie de Bucher, Bausert retourné brièvement chez les Flippers en 1985. De 1987 à 1989, il forme avec Albin Berger le groupe Albin Berger une Roland B. Band. Pendant un certain temps, il est membre du groupe de danse et de spectacle Piccolos.

## Discographie

### Avec Die Flippers
- 1970 : Die Flippers
- 1971 : Alles Liebe
- 1974 : Komm auf meine Insel
- 1975 : Das schönste im Leben
- 1975 : Die schönsten Volkslieder
- 1976 : Von Herz zu Herz
- 1976 : Marlena
- 1977 : Kinder des Sommers
- 1979 : Heimweh nach Tahiti

### Solo
- 1984 : Von Herzen
- 1985 : Ein schöner Augenblick
- 1991 : Für immer Dein
- 1997 : Die großen Flippers-Hits gesungen von Roland B.
- 1999 : Immer wieder Träumerei
- 2016 : Unsre erste Nacht

## Source de la traduction
- (de) Cet article est partiellement ou en totalité issu de l’article de Wikipédia en allemand intitulé « Roland Bausert » (voir la liste des auteurs).